# Castello di Montessoro
Il castello di Montessoro è un'antica fortificazione in rovina nell'omonima frazione di Isola del Cantone, nella città metropolitana di Genova; fu dimora nobiliare della famiglia Spinola.

## Storia

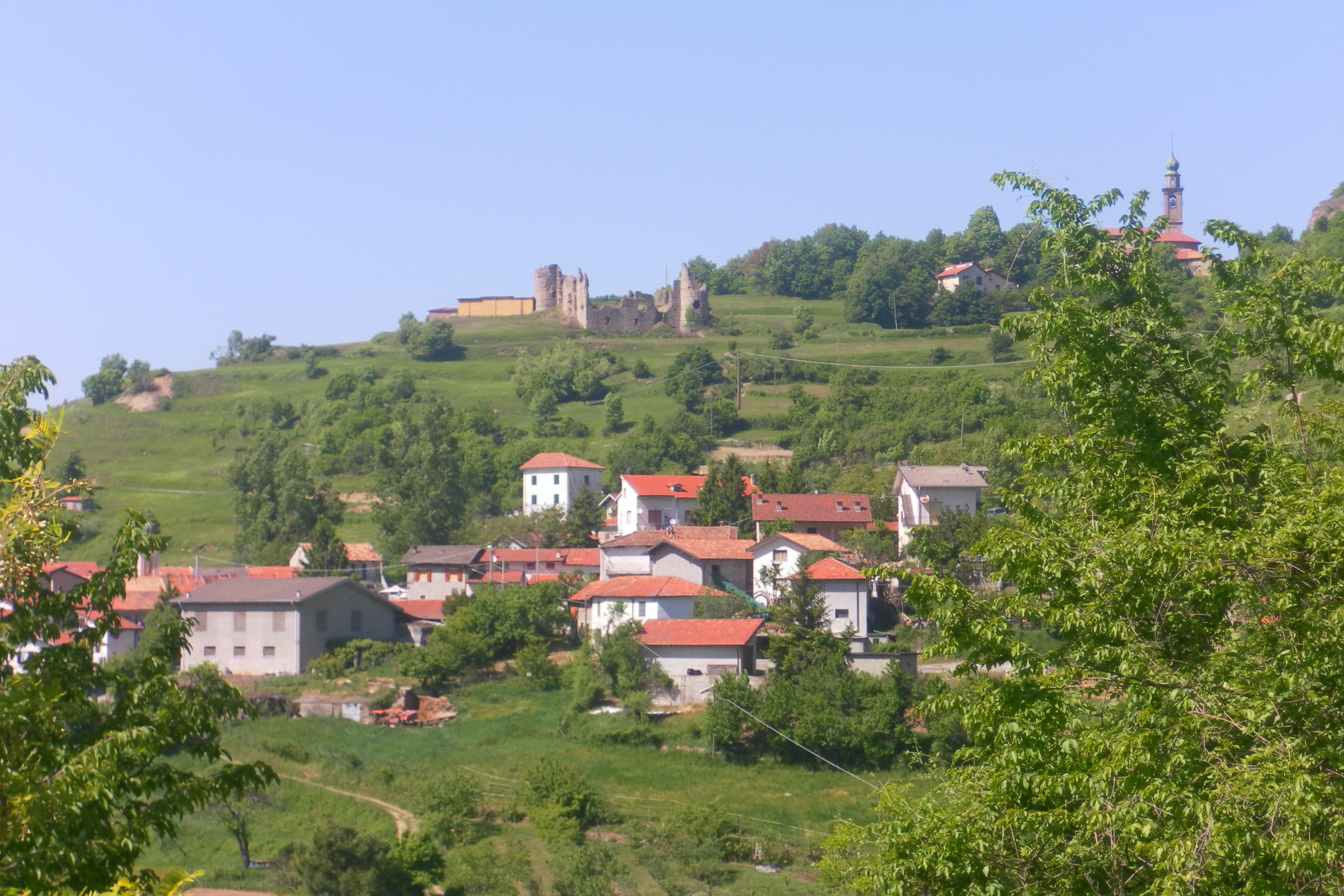
Montessoro e, sullo sfondo, il castello.

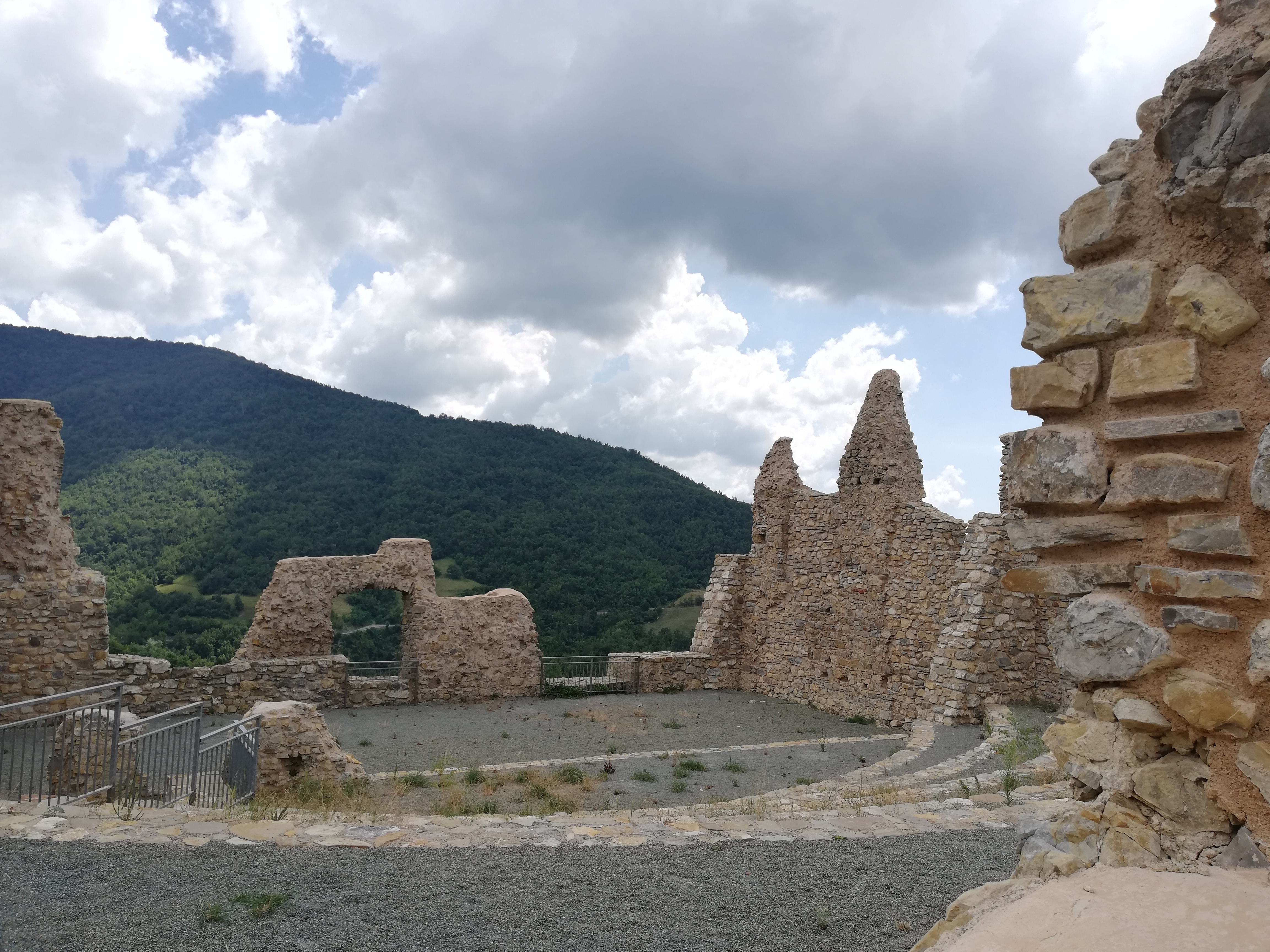
Vista interna del castello

Secondo le fonti storiche locali un primo edificio fu edificato già nell'XI secolo e sottoposto alla giurisdizione della diocesi di Tortona.
Con il susseguirsi degli eventi storici, nella quale il primitivo castello di Montessoro cambiò più volte proprietà, il possedimento dello stesso si assestò dal 1330 con la nuova dominazione da parte della famiglia Spinola del ramo di Luccoli. Fu proprio la nobile famiglia che, nella prima metà del Trecento, edificò ad una quota più bassa un nuovo castello, i cui resti sono tuttora visibili.
Interessato dal passaggio dei soldati francesi del duca d'Orléans Luigi di Valois nel 1394, la dominazione del castello seguì parallelamente la storia della famiglia Spinola del ramo di Luccoli che scelse il maniero come centro di controllo del marchesato omonimo, feudo inserito nei Feudi imperiali. Il castello fu anche un'importante prigione fino al 1748.
Lo staterello autonomo, seppure sotto il protettorato dei Savoia, fino al 1797 comprendeva i centri di Piano, Isola del Cantone, Castel di Pietra, Arquata, Pescino, Varinella, Pedagio, una quota di Montacuto (1686), Serravalle Scrivia, Cassano Spinola, Pietrabissara, Capriata d'Orba, Tassarolo, Busalla (fino al 1728), Voltaggio, Casareggio, Masone (1599).
Le fasi che seguirono con la nuova dominazione francese di Napoleone Bonaparte dal 1797, e la conseguente soppressione dei feudi imperiali in favore della Repubblica Ligure, prima, e del Primo Impero francese poi, portarono ad un inesorabile declino e abbandono del castello.

## Descrizione
Il castello, secondo alcune ricostruzioni basandosi dai ruderi, doveva avere una struttura alquanto complessa e molto probabilmente distribuita su più livelli. Di forma come un grosso cubo merlato, aveva lati di circa venticinque metri e due torri diagonalmente opposte a nord-est e sud-ovest. Internamente nel piano interrato, oltre alla prigione, era presente un privato oratorio della famiglia feudataria.
La struttura si presenta oggi allo stato di rudere anche se, a partire dal 2014, è stata avviata una nuova fase di consolidamento e recupero del castello.